# Mastodonsauridae
Los mastodonsáuridos (Mastodonsauridae) son una familia extinta de temnospóndilos, comprendida entre los capitosauroides. Los fósiles pertenecientes a esta familia han sido hallados en América del Norte, Groenlandia, Europa, Asia y Australia. La familia Capitosauridae (también conocida como Cyclotosauridae y Stenotosauridae) es un sinónimo de Mastodonsauridae.

## Géneros
- Archotosaurus
- Bukobaja
- Calmasuchus
- Capitosaurus
- Cyclotosaurus
- Eryosuchus
- Heptasaurus
- Kestrosaurus
- Kupferzellia
- Mastodonsaurus
- Paracyclotosaurus
- Parotosuchus
- Promastodonsaurus
- Rhadalognathus
- Sassenisaurus
- Volgasaurus
- Volgasuchus
- Wellesaurus
- Wetlugasaurus